# السحر في الإسلام
السحر وحقيقته وحكمه من المسائل التي تحدثت عنها عدد من الأديان والثقافات، والإسلام ركز الحديث في هذا الموضوع من خلال آيات القرآن الكريم والحديث النبوي وأفعال الصحابة وكلام الفقهاء، لذلك احتاج موضوع السحر إلى ذكر مبحث يذكر معناه وحقيقته وأقسامه وحكم تعلمه وتعليمه وعاقبته.

## السحر لغة واصطلاحا
لغة: هو كل أمر يخفى سببه، ويتخيل على غير حقيقته ويجري مجرى التمويه والخداع.

وأصل السحر صرف الشيء عن حقيقته إلى غيره، فكأن الساحر لما أدى الباطل في صورة الحق وخيل الشيء على غير حقيقته، فقد سحر الشيء عن وجهه أي صرفه.

اصطلاحا: هو المخادعة والتخييل أو عزائم ورقى وعقد تؤثر في الأبدان والقلوب، فيمرض، ويقتل، ويفرق بين المرء وزوجه، ويأخذ أحد الزوجين عن صاحبه.

## السحر في القرآن والسنة
جاء بيانا مفصلا وموضحا في كتاب الله عن أحوال السحر، ابتداء من حكم تعليمه للناس، وحكم من أراد تعلمه، وأن السحر له تأثير على الواقع مما قد يفرق بين الزوجين، وأنه لايؤثر بنفسه استقلالا، وأنه معدوم الفائدة مطلقا، وأن السحرة لهم وعيد في الآخرة.

قال تعالى في سورة البقرة: ﴿وَاتَّبَعُوا مَا تَتْلُو الشَّيَاطِينُ عَلَى مُلْكِ سُلَيْمَانَ وَمَا كَفَرَ سُلَيْمَانُ وَلَكِنَّ الشَّيَاطِينَ كَفَرُوا يُعَلِّمُونَ النَّاسَ السِّحْرَ وَمَا أُنْزِلَ عَلَى الْمَلَكَيْنِ بِبَابِلَ هَارُوتَ وَمَارُوتَ وَمَا يُعَلِّمَانِ مِنْ أَحَدٍ حَتَّى يَقُولَا إِنَّمَا نَحْنُ فِتْنَةٌ فَلَا تَكْفُرْ فَيَتَعَلَّمُونَ مِنْهُمَا مَا يُفَرِّقُونَ بِهِ بَيْنَ الْمَرْءِ وَزَوْجِهِ وَمَا هُمْ بِضَارِّينَ بِهِ مِنْ أَحَدٍ إِلَّا بِإِذْنِ اللَّهِ وَيَتَعَلَّمُونَ مَا يَضُرُّهُمْ وَلَا يَنْفَعُهُمْ وَلَقَدْ عَلِمُوا لَمَنِ اشْتَرَاهُ مَا لَهُ فِي الْآخِرَةِ مِنْ خَلَاقٍ وَلَبِئْسَ مَا شَرَوْا بِهِ أَنْفُسَهُمْ لَوْ كَانُوا يَعْلَمُونَ ۝١٠٢﴾ [البقرة:102].

ففي هذه الآية أثبت الله كفر الشياطين بتعليمهم الناس السحر، ثم بين تعالى أنه بمجرد تعلمه يكفر سواء عمل به وعلَّمه أو لا، قال تعالى في الملكين: ﴿وَمَا يُعَلِّمَانِ مِنْ أَحَدٍ حَتَّى يَقُولاَ إِنَّمَا نَحْنُ فِتْنَةٌ فَلاَ تَكْفُرْ﴾، وأخبر تعالى أن من أضراره مفارقة الزوج لزوجته: ﴿فَيَتَعَلَّمُونَ مِنْهُمَا مَا يُفَرِّقُونَ بِهِ بَيْنَ الْمَرْءِ وَزَوْجِهِ﴾، وأن السحر ليس بمؤثر لذاته نفعاً ولاضراً وإنما يؤثر بقضاء الله تعالى وقدره وخلقه، ﴿وَمَا هُم بِضَآرِّينَ بِهِ مِنْ أَحَدٍ إِلاَّ بِإِذْنِ اللّهِ﴾، والسحر علم مضرة محضة، ليس فيه منفعة لادينية ولادنيوية، ﴿وَيَتَعَلَّمُونَ مَا يَضُرُّهُمْ وَلاَ يَنفَعُهُمْ﴾، والسحرة ليس لهم نصيب ولاحظ في الآخرة، لأن الإيمان قد انتفى عنهم. ﴿وَلَقَدْ عَلِمُواْ لَمَنِ اشْتَرَاهُ مَا لَهُ فِي الآخِرَةِ مِنْ خَلاَقٍ وَلَبِئْسَ مَا شَرَوْاْ بِهِ أَنفُسَهُمْ لَوْ كَانُواْ يَعْلَمُون﴾.

روي عن أبو هريرة في صحيح البخاري وصحيح مسلم: 
| السحر في الإسلام | اجْتَنِبُوا السَّبْعَ المُوبِقَاتِ (وعد منها السحر)، حديث صحيح | السحر في الإسلام |

## كيفية الوقاية منه
كيفية الوقاية من السحر هي:
1. المحافظة على أذكار الصباح والمساء وأذكار النوم: قال رسول الله: (إذا أويت إلى فراشك فاقرأ آية الكرسي: {اللَّهُ لَا إِلَهَ إِلَّا هُوَ الْحَيُّ الْقَيُّومُ} حتى تختم الآية؛ فإنك لن يزال عليك من الله حافظ ولا يقربنّك شيطان حتى تُصْبِح) رواه البخاري (2311). وقال رسول الله: (من قال بسم الله الذي لا يضر مع اسمه شيء في الأرض ولا في السماء وهو السميع العليم ثلاث مرات لم تصبه فجأة بلاء حتى يُصبح، ومن قالها حين يُصبح ثلاث مرات لم تصبه فجأة بلاء حتى يُمسي) صححه أبو داوود (5088) واللفظ له، والترمذي (3388). وقال رسول الله: (من قال إذا أمسى ثلاث مرات: أعوذ بكلمات الله التامات مِن شر ما خلق لم تضره حُمَةٌ تلك الليلة) رواه مسلم (2709).
2. المحافظة على الرقية الشرعية.[5]

## أقسام السحر
السحر ليس على درجة واحدة، فيدخل فيه أنواع كثيرة متنوعة في أشكالها وطرقها؛ لذلك أوصلها الرازي إلى عشرة أقسام، ومنهم من أوصلها إلى ثلاثة عشر قسما، وذهب ابن عاشور في تفسيره أن السحر لايخرج عن ثلاثة أصول.

وجميع أقسام السحر بمقتضى دلالة النصوص تعود إلى نوعين: إما سحر حقيقي أو خيالي، وهو مانذكره بشيء من الإيضاح.

النوع الأول: السحر الحقيقي: أي أن السحر له تأثير حقيقي في الخارج، فقد يمرض ويقتل ويجمع بين الزوجين حبا ويفرق بين الزوجين بغضا ويمنع النكاح ويزيل العقل ويؤثر في المشاعر سلبا وإيجابا، كما قال تعالى عن السحرة: ﴿فَيَتَعَلَّمُونَ مِنْهُمَا مَا يُفَرِّقُونَ بِهِ بَيْنَ الْمَرْءِ وَزَوْجِهِ﴾ ]البقرة:102[، وقوله تعالى: ﴿وَمِن شَرِّ النَّفَّاثَاتِ فِي الْعُقَد﴾ [ الفَلَق:4]. ولولا أن السحر له حقيقة لما أمر الله تعالى بالاستعاذة منه. فيجوز إذن عن طريقه وقوع الضرر الجسدي، كالقتل والمرض ومادونه، وكذلك الضرر النفسي كالتفريق بين الزوجين، والآلام النفسية إلى غيره.

كما ذكر ذلك ابن خلدون في المقدمة والقرافي في الفروق وغيرهم.

النوع الثاني: السحر التخييلي: هو السحر المبني على التمويه والخداع والتخييل الذي لاحقيقه له، كما قال تعالى عن سحرة فرعون: ﴿ فَإذا حِبَالُهُمْ وَعِصِيُّهُمْ يُخَيَّلُ إِلَيْهِ مِن سِحْرِهِمْ أَنَّهَا تَسْعَى ﴾ [ طه: 66 ] مع أن حبالهم وعصيهم لم تخرج عن كونها حبالا وعصيا، مع مايحصل مع السحر التخييلي من الخوف والفزع، الذي يؤدي إلى المضار والأمراض.

## حكم تعلم السحر وتعليمه
اتفق علماء المسلمين أن تعلم السحر وتعليمه وممارسته حرام، ونقل ابن قدامه والنووي الإجماع على ذلك.

ورغم اتفاق هؤلاء العلماء على حرمة تعلم السحر وتعليمه وممارسته إلا أنهم اختلفوا في تكفير فاعله، فذهب جمهور العلماء ومنهم أئمة المذاهب الفقهية المشهورة: مالك وأبو حنيفة وأصحاب أحمد وغيرهم إلى تكفيره.

وذهب الإمام الشافعي إلى التفصيل، فإن كان في عمل الساحر ما يوجب الكفر، كفر بذلك، وإلا لم يكفر.

وقد أورد القرافي أمثلة للكفر التي يتضمنها السحر فقال:

«هذه الأنواع قد تقع بلفظ هو كفر، أو اعتقاد هو كفر، أو فعل هو كفر، فالأول كالسب المتعلق بمن سبه كفر، والثاني كاعتقاد انفراد الكواكب أو بعضها بالربوبية، والثالث كإهانة ما أوجب الله تعالى تعظيمه من الكتاب العزيز وغيره، فهذه الثلاثة متى وقع شيء منها في السحر، فذلك السحر كفر لا مرية فيه».

واستدل الجمهور القائلون بكفر الساحر بقوله تعالى: ﴿وَمَا كَفَرَ سُلَيْمَانُ وَلَكِنَّ الشَّيْاطِينَ كَفَرُواْ يُعَلِّمُونَ النَّاسَ السِّحْرَ﴾ [البقرة:102].

قال ابن حجر في الفتح: «فإن ظاهرها أنهم كفروا بذلك، ولا يكفر بتعليم الشيء إلا وذلك الشيء كفر، وكذا قوله في الآية على لسان الملكين: ﴿إِنَّمَا نَحْنُ فِتْنَةٌ فَلاَ تَكْفُرْ﴾، فإن فيه إشارة إلى أن تعلم السحر كفر فيكون العمل به كفرا وهذا كله واضح».

## عقوبة الساحر
معلوم في الشرائع والعقول أن العقوبات تكون موازية للجنايات، وجناية السحر ظلم للنفس وتعدي على الحق، لذلك ذهبت بلاد الممالك الغربية التي فرضت على السحرة أشد العقوبات ونالهم بذلك التنكيل والتشهير ومصادرة الأموال وإنزال العقوبات بهم، فكانت كلٌ من فرنسا وألمانيا وإيطاليا تحكم على السحرة بالإعدام. 

وعقوبة السحر في الإسلام مرتبطة بحكم تعلم السحر، وقد ورد في ذلك عدة حوادث في زمن صدر الإسلام، فهذا بجالة بن عبدة يقول:

كتب عمر بن الخطاب رضي الله عنه: أن اقتلوا كل ساحر وساحرة. فقال بجاله: فقتلنا ثلاث سواحر، وجاء كذلك عن حفصة رضي الله عنها، أنها أمرت بقتل جارية لها سحرتها، فقتلت. 

لذلك ذهب الأئمة أبو حنيفة ومالك، وأحمد وجمهور أهل العلم إلى وجوب قتل الساحر من غير استتابة.
وعزا القرطبي هذا القول إلى جمهور أهل العلم، وقال به من الصحابة: عمر وعثمان وابن عمر وحفصة وأبو موسى الأشعري، وعزاه القرطبي كذلك إلى سبعة من التابعين.
وأما مذهب الشافعي فقال السبكي ماحاصله أن السحر له ثلاثة أحوال: حال يقتل كفراً، وحال يقتل قصاصاً، وحال لا يقتل أصلاً بل يعزر، أما الحالة التي يقتل فيها كفراً إن عمل بسحره ما يبلغ الكفر، والحال التي يقتل قصاصا إن كان قتل بسحره، وإلا يعزر.

## وصلات خارجية
- حكم السحر والساحر على موقع إسلام ويب.
- التبصرة في حكم السحر وإتيان السحرة على موقع صيد الفوائد.